# Elaeocarpus bidupensis
Elaeocarpus bidupensis är en tvåhjärtbladig växtart som beskrevs av François Gagnepain. Elaeocarpus bidupensis ingår i släktet Elaeocarpus och familjen Elaeocarpaceae. Inga underarter finns listade i Catalogue of Life.